# Opernbesetzungen der Salzburger Festspiele 1922 bis 1926

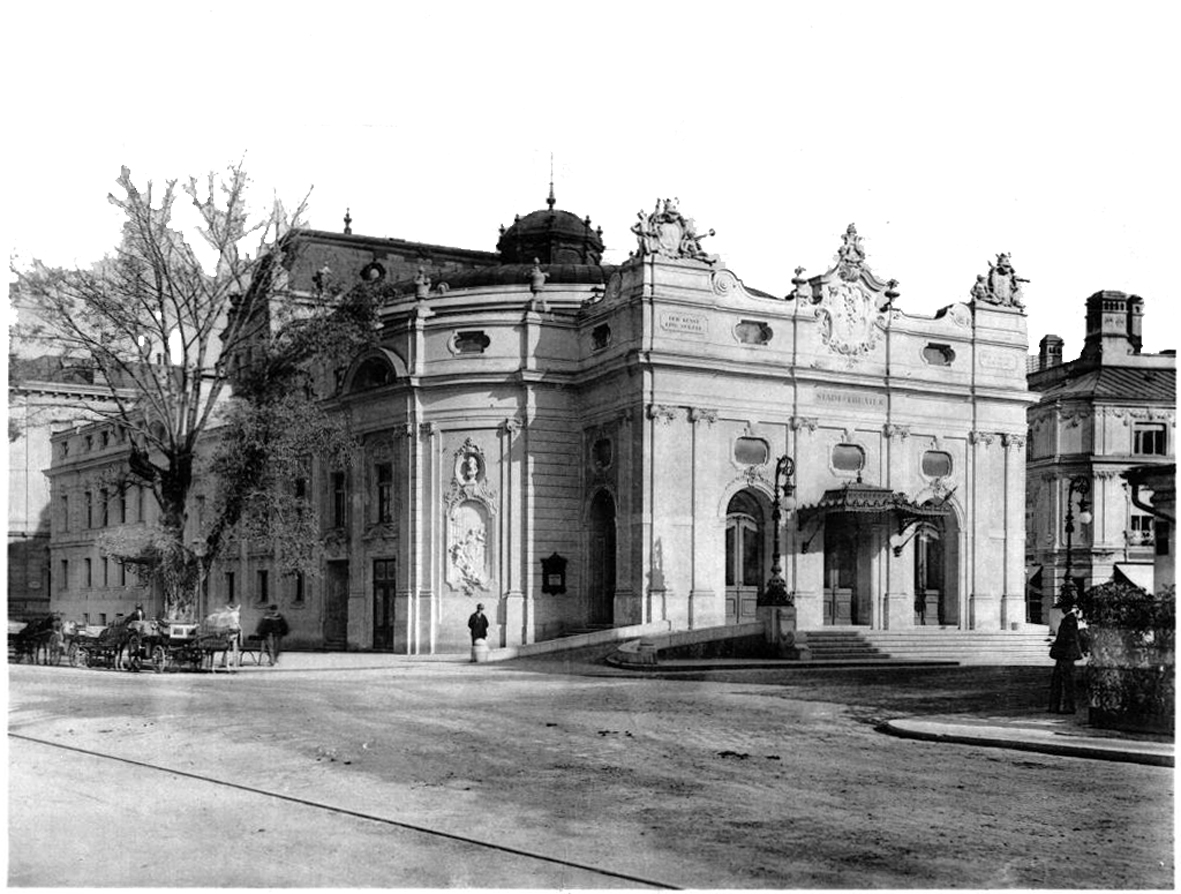
Das Salzburger Stadttheater, Aufführungsort der ersten Opernvorstellungen der Salzburger Festspiele

Die Opernbesetzungen der Salzburger Festspiele 1922 bis 1926 umfassen alle Opernaufführungen in den Gründungsjahren der Salzburger Festspiele. Zu den wichtigsten Dirigenten dieser Periode zählen Franz Schalk, Richard Strauss und Bruno Walter.

## Konzept
Gegründet wurden die Salzburger Festspiele im Jahre 1920 mit einem Schauspiel, Hofmannsthals Spiel vom Sterben des reichen Mannes, dem Jedermann, inszeniert von Max Reinhardt. Die Oper war zwar in allen Festspielkonzepten als tragende Säule des Festivals verankert, etablierte sich jedoch erst Schritt für Schritt im Salzburger Festspielprogramm. Geprägt wurden die ersten drei Jahre von drei weltweit geschätzten Dirigenten, Richard Strauss und Franz Schalk, die gemeinsam von 1919 bis 1924 die Wiener Staatsoper leiteten, sowie ab 1925 auch von Bruno Walter. Das Opernprogramm hatte in diesen Jahren noch kein eigenständiges Profil, oftmals wurden damals die Festspiele als „sommerliche Dependance der Wiener Staatsoper“ bezeichnet, denn aus Wien kamen Chor und Orchester, die Kulissen, die Sänger und Dirigenten. Eine bedeutende Rolle spielte bei den Festspielaufführungen der Bühnenbildner Alfred Roller, der die visuelle Komponente der Aufführungen wesentlich prägte.
Mozart stand am Beginn der Festspiele – und im Zentrum. Strauss und Schalk wählten für den Opernauftakt in Salzburg die drei Da-Ponte-Opern, die heute noch hohe Bedeutung in den Salzburger Spielplänen halten, sowie die Entführung aus dem Serail. Es folgte 1925 Donizetti mit der komischen Oper Don Pasquale, 1926 die Fledermaus von Karl Haffner, Richard Genée (Libretto) und Johann Strauß sowie erstmals eine zeitgenössische Oper, Ariadne auf Naxos von Hugo von Hofmannsthal und Richard Strauss, den Mitgründern der Festspiele. Von da an war die Oper im Festspielprogramm fest etabliert.
Erlesen waren die Besetzungen. Sänger aus ganz Europa bildeten exzellente Mozart-Ensembles. Zum Salzburger Stil zählt, dass auch kleinere Partien mit hochklassigen Sängern besetzt werden.

## 1922
| Don Juan von Lorenzo Da Ponte und Wolfgang Amadeus Mozart, 14. bis 26. August 1922, Salzburger Stadttheater (fünf Aufführungen)       |                                                         | | |
| Wiener Philharmoniker Wiener Staatsopernchor Richard Strauss                                                                          | Hans Breuer Alfred Roller Bühnenbild                    | Gertrud Kappel Donna Anna Claire Born Donna Elvira Lotte Schöne Zerlina                                                                   | Alfred Jerger Don Juan Richard Mayr Leporello Franz Markhoff Der Komtur Richard Tauber Don Ottavio Viktor Madin Masetto                 |
| Così fan tutte von Lorenzo Da Ponte und Wolfgang Amadeus Mozart, 15. bis 27. August 1922, Salzburger Stadttheater (drei Aufführungen) |                                                         | | |
| Wiener Philharmoniker Wiener Staatsopernchor Richard Strauss                                                                          | Hans Breuer Alfred Roller Bühnenbild                    | Felicie Hüni-Mihacsek Fiordiligi Rosette Anday Dorabella Elisabeth Schumann Despina                                                       | Hermann Wiedemann Ferrando Fritz Krauß Guglielmo Josef von Manowarda Don Alfonso                                                        |
| Le nozze di Figaro von Lorenzo Da Ponte und Wolfgang Amadeus Mozart, 16. bis 28. August 1922 (vier Aufführungen)                      |                                                         | | |
| Wiener Philharmoniker Wiener Staatsopernchor Franz Schalk                                                                             | Harry Stangenberg, Hans Breuer Alfred Roller Bühnenbild | Elisabeth Rethberg Gräfin Almaviva Elisabeth Schumann Susanne Hermine Kittel Marcellina Lotte Schöne Cherubino Paula von Hentke Barbarina | Hans Duhan Graf Almaviva Alfred Jerger Figaro Hans Breuer Basilio Julius Betetto Bartolo Viktor Madin Antonio Hermann Gallos Don Curzio |
| Die Entführung aus dem Serail von Johann Gottlieb Stephanie und Wolfgang Amadeus Mozart, 17. bis 29. August 1922 (vier Aufführungen)  |                                                         | | |
| Wiener Philharmoniker Wiener Staatsopernchor Franz Schalk                                                                             | Hans Breuer Alfred Roller Bühnenbild                    | Selma Kurz Konstanze Elisabeth Schumann Blondchen                                                                                         | Gerhard Stehmann Bassa Selim Richard Tauber Belmonte Hermann Gallos Pedrillo Nicola Zec Osmin                                           |

Besetzungswechsel in den Folgevorstellungen:
- Don Giovanni. Dirigent: Carl Alwin; Don Giovanni: Hans Duhan, Donna Elvira: Felicie Hüni-Mihacsek, Donna Anna: Rose Pauly, Don Ottavio: Georg Maikl, Leporello: Karl Norbert, Zerline: Editha Fleischer, Masetto: Julius Betetto.
- Così fan tutte. Dirigent: Carl Alwin; Dorabella: Claire Born, Despina: Charlotte Brunner, Don Alfonso: Karl Norbert.
- Le nozze di Figaro. Gräfin: Claire Born, Felicie Hüni-Mihacsek, Susanne: Editha Fleischer, Figaro: Richard Mayr, Basilio: Paul Kuhn, Bartolo: Karl Norbert, Cherubino: Rosette Anday, Barbarina: Karola Jovanović.
- Die Entführung aus dem Serail. Konstanze: Elisabeth Rethberg, Blondchen: Karola Jovanović, Belmonte: Georg Maikl.

Im Jahr 1923 gab es keine Opern im Festspielprogramm. Im Jahr 1924 fielen die Festspiele aufgrund der Wirtschaftskrise aus.

## 1925
| Don Juan von Lorenzo Da Ponte und Wolfgang Amadeus Mozart, 24. und 28. August 1925, Salzburger Stadttheater (zwei Aufführungen) |                                      | | |
| Wiener Philharmoniker Wiener Staatsopernchor Karl Muck                                                                          | Hans Breuer Alfred Roller Bühnenbild | Helene Wildbrunn Donna Anna Claire Born Donna Elvira Lotte Schöne Zerlina                                                     | Alfred Jerger Don Juan Richard Mayr Leporello Franz Markhoff Der Komtur Hermann Gallos Don Ottavio Viktor Madin Masetto                  |
| Le nozze di Figaro von Lorenzo Da Ponte und Wolfgang Amadeus Mozart, 25. und 30. August 1925 (drei Aufführungen)                |                                      | | |
| Wiener Philharmoniker Wiener Staatsopernchor Franz Schalk                                                                       | Hans Breuer Alfred Roller Bühnenbild | Claire Born Gräfin Almaviva Lotte Schöne Susanne Hermine Kittel Marcellina Rosette Anday Cherubino Paula von Hentke Barbarina | Karl Renner Graf Almaviva Alfred Jerger Figaro Hans Breuer Basilio Franz Markhoff Bartolo Viktor Madin Antonio Hermann Gallos Don Curzio |
| Don Pasquale von Giovanni Ruffini und Gaetano Donizetti, 26. bis 29. August 1925 (zwei Aufführungen)                            |                                      | | |
| Wiener Philharmoniker Wiener Staatsopernchor Bruno Walter                                                                       | Hans Breuer                          | Maria Ivogün Norina | Richard Mayr Don Pasquale Hermann Wiedemann Malatesta Karl Erb Ernesto Viktor Madin Notar                                                |

Besetzungswechsel in den Folgevorstellungen:
- Don Giovanni. Zerline: Maria Ivogün.

## 1926
| Die Entführung aus dem Serail von Johann Gottlieb Stephanie und Wolfgang Amadeus Mozart, 9. und 28. August 1926 (zwei Aufführungen)     |                                                | | |
| Wiener Philharmoniker Wiener Staatsopernchor Bruno Walter                                                                               | Alois Moira Alfred Roller Bühnenbild           | Marie Gerhart Konstanze Anni Frind Blondchen | Hans Duhan Bassa Selim Richard Tauber Belmonte Hermann Gallos Pedrillo Paul Bender Osmin |
| Don Juan von Lorenzo Da Ponte und Wolfgang Amadeus Mozart, 10. und 22. August 1926, Salzburger Stadttheater (zwei Aufführungen)         |                                                | | |
| Wiener Philharmoniker Wiener Staatsopernchor Franz Schalk                                                                               | Marie Gutheil-Schoder Alfred Roller Bühnenbild | Mária Németh Donna Anna Claire Born Donna Elvira Maria Rajdl Zerlina                                                                                   | Hans Duhan Don Juan Richard Mayr Leporello Franz Markhoff Der Komtur Richard Tauber Don Ottavio Viktor Madin Masetto                                                                                                 |
| Die Fledermaus von Karl Haffner, Richard Genée und Johann Strauss, 13. bis 29. August 1926, Salzburger Stadttheater (fünf Aufführungen) |                                                | | |
| Wiener Philharmoniker Wiener Staatsopernchor Bruno Walter                                                                               | Josef Hietz                                    | Wanda Achsel Rosalinde Rosette Anday Orlofsky Fritzi Massary Adele Paula von Hentke Ida                                                                | Karl Ziegler Eisenstein Hans Duhan Frank Erik Wirl Alfred Karl Renner Dr. Falke Viktor Madin Dr. Blind Hans Moser Frosch                                                                                             |
| Ariadne auf Naxos von Hugo von Hofmannsthal und Richard Strauss, 18. bis 25. August 1926 (drei Aufführungen)                            |                                                | | |
| Wiener Philharmoniker Wiener Staatsopernchor Clemens Krauss                                                                             | Lothar Wallerstein Oskar Strnad Bühnenbild     | Lotte Lehmann Primadonna/Ariadne Maria Rajdl Komponist Marie Gerhart Zerbinetta Luise Helletsgruber Najade Hermine Kittel Dryade Karola Jovanović Echo | Viktor Madin Haushofmeister Hans Duhan Musiklehrer/Harlekin John Gläser Tenor/Bacchus Georg Maikl Tanzmeister/Brighella Hermann Gallos Scaramuccio Franz Markhoff Truffaldino Heinrich Berthold Brighella (Vorspiel) |

Besetzungswechsel in den Folgevorstellungen:
- Die Entführung aus dem Serail. Blondchen: Stella Eisner, Osmin: Karl Norbert.
- Die Fledermaus. Eisenstein: Richard Tauber, Adele: Paula Beck.
- Ariadne auf Naxos. Dirigent: Richard Strauss (am 21. August); Musiklehrer/Harlekin: Karl Renner, Ariadne: Claire Born.

## Quelle
- Josef Kaut: Die Salzburger Festspiele 1920-1981, Mit einem Verzeichnis der aufgeführten Werke und der Künstler des Theaters und der Musik von Hans Jaklitsch. Residenz Verlag, Salzburg 1982, ISBN 3-7017-0308-6., S. 244–249.